# Ambasada Słowacji przy Stolicy Apostolskiej
Ambasada Słowacji przy Stolicy Apostolskiej (sł. Veľvyslanectvo Slovenskej republiky pri Svätej stolici) – misja dyplomatyczna Republiki Słowackiej przy Stolicy Apostolskiej. Ambasada mieści się w Rzymie.
Ambasador Słowacji przy Stolicy Apostolskiej akredytowany jest również przy Zakonie Kawalerów Maltańskich.

## Historia
Pierwszy ambasador Słowacji przy Stolicy Apostolskiej powołany został w 1994.

### Ambasadorzy
- Anton Neuwirth (1994 - 1998)
- Marián Servátka (1998 - 2002)
- Dagmar Babčanová (2002 - 2007)
- Jozef Dravecký (2007 - 2013)
- Peter Sopko (2013 - nadal)